# Метью Льюїс
Метью Льюїс (англ. Matthew Lewis; нар. 27 червня 1989, Лідс) — англійський актор, найбільш відомий роллю Невіла Лонґботома у фільмах про Гаррі Поттера.

## Життєпис
Народився в Лідс, Західний Йоркшир, Англія в сім'ї Лінди (уродж. Нідхем) і Едріана Льюїса. У нього є два брати — Крістофер, працює в одній з телевізійних компаній, і Ентоні — теж актор.
Вчився в католицькій школі Святої Мері в Менстоні (Західний Йоркшир). 2018 року він одружився зі своєю давньою подругою Анджелою Джонс. Через деякий час у пари народилася дитина 

## Кар'єра
Вперше він отримав роль в 5 років, з'явившись в телесеріалі «Some Kind of Life» в 1995 році. Але популярність йому принесла серія «Гаррі Поттер», де він у всіх фільмах зіграв Невіла Лонґботома.
У 2012 році Льюїс з'явився в ролі персонажа Джеймі в п'яти частинах серіалу «Syndicate», який транслювався на «BBC One».
У 2013 році він зіграв роль репортера в незалежному фільмі «Магазин солодощів».
Виконав роль Додда у фільмі «Wasteland».

## Фільмографія
| Рік  | Назва                                         | Роль            | Примітки  |
| ---- | --------------------------------------------- | --------------- | --------- |
| 2001 | Гаррі Поттер і філософський камінь            | Невіл Лонґботом |           |
| 2002 | Гаррі Поттер і таємна кімната                 | Невіл Лонґботом |           |
| 2004 | Гаррі Поттер і в'язень Азкабану               | Невіл Лонґботом |           |
| 2005 | Гаррі Поттер і Келих вогню                    | Невіл Лонґботом |           |
| 2007 | Гаррі Поттер і Орден Фенікса                  | Невіл Лонґботом |           |
| 2009 | Гаррі Поттер і Напівкровний Принц             | Невіл Лонґботом |           |
| 2010 | Гаррі Поттер і Смертельні Реліквії: Частина 1 | Невіл Лонґботом |           |
| 2011 | Гаррі Поттер і Смертельні Реліквії: Частина 2 | Невіл Лонґботом |           |
| 2012 | The Night of the Loving Dead                  | Найджел         | озвучення |
| 2012 | Wasteland (відомий як The Rise)               | Додд            |           |
| 2012 | The Sweet Shop                                | Репортер        |           |
| 2016 | Juliet Remembered                             | Тобі            |           |
| 2016 | До зустрічі з тобою                           | Патрік          |           |
| 2018 | Термінал                                      | Ленні           |           |
| 2020 | Baby Done                                     | Тім             |           |

| Рік       | Назва                                               | Роль                             | Примітки                              |
| --------- | --------------------------------------------------- | -------------------------------- | ------------------------------------- |
| 1996      | Делзіл і Пескоу                                     | Деві Плесі                       | Сезон 1 епізод 2                      |
| 1996      | Це називається життя                                | Джонатан                         |                                       |
| 1997      | Там, де серце                                       | Біллі Беван                      | Сезон 1 епізод 2                      |
| 1998      | В центрі міста                                      | Бен Мортон                       | Сезон 1 епізод 4                      |
| 1999      | Биття серця                                         | Алан Квіглі                      | Сезон 9 епізод 10                     |
| 2000      | This Is Personal: The Hunt for the Yorkshire Ripper | Крістофер Олдфілд у віці 9 років | Сезон 1 епізод 1-4                    |
| 2012      | Сіндікат                                            | Джеймі Бредлі                    | Сезон 1 епізод 1-5                    |
| 2015      | Смерть у раю                                        | Домінік Клейдон                  | Сезон 4 епізод 7                      |
| 2015      | Піщаник 42                                          | Tower Block                      | Сезон 2 епізод 0-6 Сезон 3 епізод 1-6 |
| 2016      | Щаслива долина                                      | Шон Балмфорт                     | Сезон 2 епізод 1, 2, 4, 5             |
| 2016      | Вулиця різника                                      | Семюел Драммонд                  | Сезон 4 епізод 1-6 Сезон 5 епізод 1-6 |
| 2018      | Подруги                                             | Том                              | Сезон 1 епізод 1, 3-6                 |
| 2018      | Nutritiously Nicola!                                | грає себе                        | Сезон 1 епізод 5-6                    |
| 2020-2021 | Про всі створіння — великі і малі                   | Хью Халтон                       | Сезон 1 епізод 2-7 Сезон 2 епізод 5   |
| 2022      | Повернення до Гоґвортсу                             | грає себе                        |                                       |

## Цікаві факти
Льюїс є пристрасним шанувальником регбі і фаст-найт ігор.
Також в інтерв'ю WBEZ до Льюїс заявив про свій зв'язок з числом 11, і як виявилося, він в 11 років отримав роль у фільмах «Гаррі Поттер». Це надихнуло його зробити татуювання числа 11 на правій руці й у нього є багато одягу з числом 11.
Під час зйомок фільму «Гаррі Поттер і Орден Фенікса» Гелена Бонем Картер випадково проколола Льюїсу барабанну перетинку, і він втратив слух на кілька днів.